# Peter Mazan
Peter Mazan (Bojnice, 13 maggio 1990) è un calciatore slovacco, centrocampista o attaccante del Pohronie.

## Caratteristiche tecniche
Trequartista, può giocare anche come attaccante.